# コモドール128
コモドール128（Commodore 128, C128, CBM 128, C=128）は、コモドール・ビジネス・マシーンズ(CBM)がリリースした、最後の8ビットホームコンピューターである。C128は1985年の1月に、ラスベガスで開催されたコンシューマー・エレクトロニクス・ショー(CES)で発表された。先代でベストセラーのコモドール64から3年が経過していた。C128の主任ハードウェアデザイナーはビル・ハードである。

## ハードウェア
C128は先行機種のC64を大きく拡張したものであり、以前のPlus/4とは違い、C64との最大限の互換性が維持された。新しいマシンは64KBの2つのバンクに分かれた128KBのRAMと、80桁のRGBビデオ出力（MOS 8563 VDCチップと16KBの専用VRAM）、全体的に再設計されたケースとテンキーバッドを含むキーボードが特徴である。C128の電源は、信頼性のなかったC64に対して大幅に改善された。より大きくなり、冷却孔と交換可能なフューズを備えた。C64が6510マイクロプロセッサだけを搭載していたのに対して、C128は2 CPUの構成を取り入れた。第1のCPUは8502であり、2MHzで動作可能なわずかに改善された6510のシリーズであった。第2のCPUはブート時の操作モード選択と同じぐらいよく使用されたCP/Mを走らせるための、Z80であった。2つのプロセッサは並行して動くことが出来ないので、C128はマルチプロセッサシステムではなかった。
C128には3つの動作モードがあった。C128モード(ネイティブモード)では、CPUの8502が1MHzまたは2MHzで動作し、40カラムと80カラムの両方のテキストモードが利用できた。CP/MモードではZ80を使用し、40カラムと80カラムの両方のテキストモードが利用できた。C64モードでは、先行機種とほとんど100%の互換性を持った。これらのC128の全てのモードがZ80なしで動作することは出来なかった。Z80は初期のブートアップでバスを制御し、C64/C128のカートリッジが存在するかを調べ、コモドールキー(C64モードセレクタ)が押されているかどうかを調べた。見つかったものに応じて、適切な動作モードに切り替えられた。

## 仕様
- CPU:[1]
  - MOS 8502 @ 2 MHz (C64互換モードでは 1 MHzも選択可能)
  - Z80 @ 4 MHz (VIC-IIビデオチップがシステムバスをアクセスできるように、半分の時間が停止するため、実質 2 MHz の動作となる)
- MMU: 8502/Z80プロセッサを選択するためのメモリ管理ユニット; ROM/RAM バンキング; 共用 RAM 領域; ゼロページとスタックの再配置
- RAM: 128 KB のシステム RAM, 2 KB の 4ビット専用カラー RAM (VIC-II E向け)、 16 KB または 64 KB の専用ビデオ RAM (VDC向け), 最大512 KB の REU 拡張 RAM
- ROM: 72 KB (28 KB の BASIC 7.0、 4 KB の MLM、 8 KB の C128 カーネル、 4 KB のスクリーンエディタ、 4 KB の Z80 BIOS、 約 9 KB のC64 BASIC 2.0、 約 7 KB の C64 カーネル、 4 KB の C64 キャラクタジェネレータ、 4 KB の C128 キャラクタジェネレータ)、32 KB の内蔵機能 ROM (オプション、マザーボードのソケットに装着) と 32KB の外部機能 ROM (オプション、REUソケットに装着) で拡張可能
- ビデオ出力: 
  - MOS 8564/8566 VIC-II E (NTSC/PAL) による40桁のコンポジット映像信号 (テレビ受像機をモニタの代わりとして使用可能)
- サウンド:
  - MOS 6581 SID (または、C128DCRではMOS 8580 SID) 
    - 3声、ADSR
    - 標準SID波形 (三角波、のこぎり波、矩形波、ホワイトノイズと、いくつかの組み合わせ)
    - マルチモードフィルタ
    - 3リング変調器
    - C64のMOS 6581に対してコストとノイズを削減； 一部の初期のC128は6581を内蔵している
- I/Oポート:
  - コモドール64と完全に互換のポートに加え、以下のポートを備える
  - シリアルバスでの高速通信
  - より柔軟にプログラム可能な拡張ポート
  - IBM PCのCGAコネクタと同等の、RGBIビデオ出力 (DB9コネクタ) 。但しモノクロコンポジット信号が追加された。この追加された信号が原因で、一部のCGAモニタで非互換となったが、プラグの7ピンを削除することで対応することが出来た。